# In This Life
"In This Life" is de eerste single van de Australische zangeres Delta Goodrem van haar derde album Delta. Het lied werd geschreven door Goodrem, Brian McFadden, Stuart Crichton en Tommy Lee James. De producent was John Shanks (Hilary Duff, Take That, Bon Jovi, Ashlee Simpson).
"In This Life" was voor het eerst te horen op 28 augustus 2007 op de Australische radio. De single kwam uit op 15 september 2007.

## Achtergrond
Volgens eigen zeggen schreef Goodrem het liedje vlak na Kerstmis 2006. Stuart Crichton schreef eraan mee en wilde dat zij haar welbekende afscheid in een brief in de lied verwerkte. Goodrem eindigt altijd een brief of forumbericht met "Love & Light" (Liefde & Licht). In het begin van het refrein zingt Goodrem:
You give me love,

You give me light
Het liedje laat ook een meer volwassen vrouw zien. Een artikel in de Daily Telegraph laat enkele zinnen uit het lied zien:
I have faltered, I have stumbled,

I have found my feet again, I've been angry

I've been shaken, Found a new place to begin
In Japan werd het nummer ook gebruikt als opening voor de Japanse animatieserie Deltora Quest.

## Ontvangst en beoordeling
In Australië debuteerde de single op nummer één. Goodrem had daarmee acht nummer 1-hits op haar naam staan in Australië. De enige die meer nummer 1-hits op hun naam hebben staan als vrouwelijk artiest zijn Kylie Minogue en Madonna. Madonna deed er 25 jaar over, Minogue 16 jaar en Goodrem slechts 5. Het nummer leverde ook een gouden plaat op (35.000). Het liedje kwam ook op nummer 1 in de Australische iTunes Store Top 100, waardoor Britney Spears' "Gimme More" naar nummer 2 ging.
Het liedje werd positief beoordeeld. Goodrems nieuwe geluid en nieuwe stijl werden gewaardeerd. News.com.au zei: "In This Life is zonder twijfel een Delta Goodremlied, het laat een sexyer en volwassener geluid zien van de artiest die de Australische ether domineerde na het uitbrengen van haar debuutsingle Born to Try".

## Track listing
cd-single 1
1. "In This Life"
2. "Take Me Home"

Comes with Bonus Sticker
cd-single 2
1. "In This Life"
2. "In This Life" (acoustic mix)

Comes with bonus poster
iTunes Exclusive
1. "In This Life"
2. "Breathe In, Breathe Out"

## Muziekvideo
De video voor het lied werd opgenomen in Los Angeles op 10 augustus 2007. De regisseur is onbekend. Volgens insiders is het de sexyste video die Goodrem ooit heeft gemaakt: in enkele scènes lijkt ze veel op Brigitte Bardot.
De video was voor het eerst te zien op 31 augustus 2007 in het televisieprogramma Sunrise.

## Hitnoteringen
| Hitlijst (2007)                   | Hoogste positie |
| --------------------------------- | --------------- |
| Australische ARIA Singles Chart   | 1               |
| Franse Top 100 Airplay            | 85              |
| Nieuw-Zeeland RIANZ Singles Chart | 31              |
| Wereld Top 100 Singles            | 38              |

| Positie | 1 | 2 | 2 | 4 | 3 | 3 | 3 | 5 | 10 | 12 | 13 | 13 | 17 | 20 | 23 |  |  |  |  |

## Verschijningsdata
| Land          | Datum             |
| ------------- | ----------------- |
| Australië     | 15 september 2007 |
| Nieuw-Zeeland | 19 oktober 2007   |
| Hongkong      | 30 december 2007  |
| Japan         | 23 januari 2008   |